# Tipula vittatipennis
Tipula vittatipennis är en tvåvingeart som beskrevs av Doane 1912. Tipula vittatipennis ingår i släktet Tipula och familjen storharkrankar. Inga underarter finns listade i Catalogue of Life.